# Mercado comum

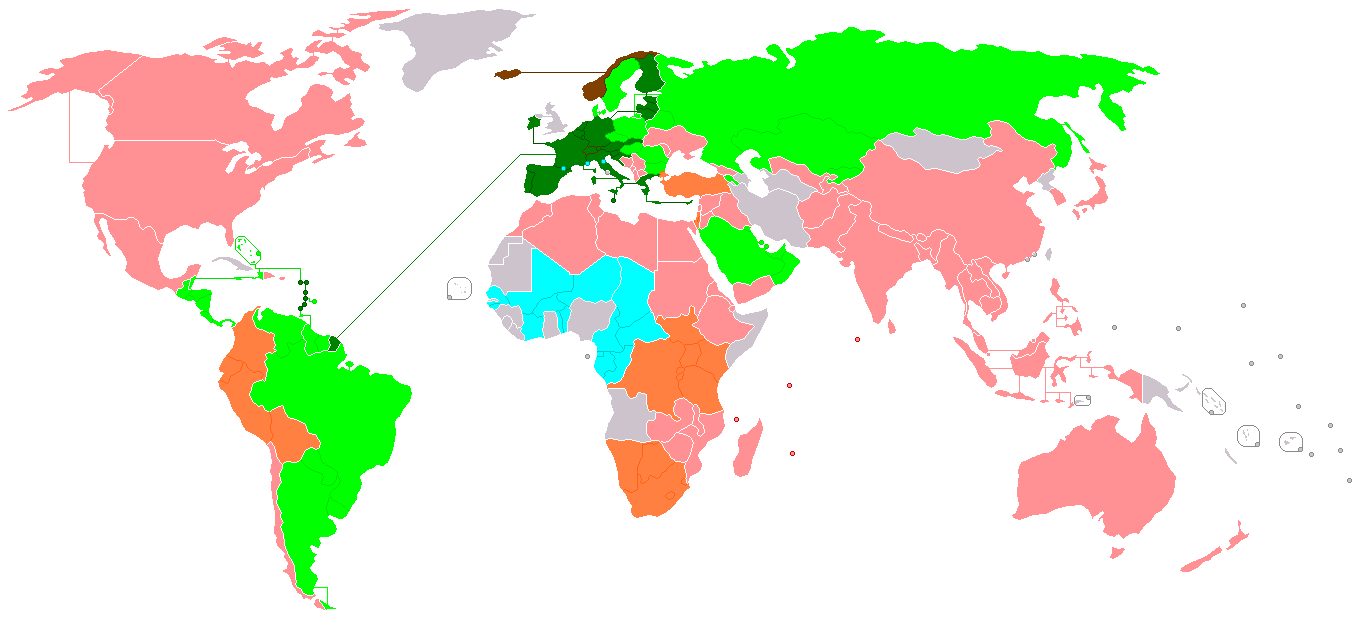
Blocos de integração económica no mundo. A cor representa o mais avançado acordo comercial em que esse país participa.
União económica e monetária
União económica
União económica e aduaneira
Mercado comum
União aduaneira
Áreas de livre-comércio

Um mercado comum é a união aduaneira com políticas comuns de regulamentação de produtos e com liberdade de circulação de todos os três fatores de produção (pessoas, serviços e capitais).
Em tese, a circulação de capital, trabalho, bens e serviços entre os membros deve ser tão livre como dentro do território de cada participante.
Um bom exemplo de mercado comum é a União Europeia.
Em 22 de outubro de 2009, 26 chefes de estado e de governo da África, decidiram criar uma Zona de Comércio Livre, englobando os países da África austral e oriental que, até essa data faziam parte de três organizações separadas de integração económica, a SADC, COMESA e EAC.